# Église Saint-Jean-Baptiste de Lullin
L'église Saint-Jean-Baptiste de Lullin est un édifice religieux catholique, situé sur la commune de Lullin en Haute-Savoie.

## Historique
Sous l'épiscopat de Guy de Faucigny, évêque de Genève de 1078 à 1120, l'église primitive est dédiée à saint Oyen. D'ailleurs le village a eu pour toponyme Saint-Oyen-de-Lullin,.
Entre 1078 et 1120, la moitié des revenus de l'église est donnée au prieuré Saint-Victor de Genève.
Cette paroisse est apparentée au prieuré de Bellevaux, qui n'est apparu qu'après l'église, et en devient toutefois une filleule de l'église Notre-Dame-de-l'Assomption,.
Au XIVe siècle, le patronage de l'église change pour être placé sous celui de saint Jean-Baptiste.
L'édifice est cité en 1411 lors de la visite pastorale de l'évêque de Genève, Jean V de Bertrand.
Une nouvelle église est construite en 1577, sur l'actuel emplacement du cimetière, sa toiture est couverte de bardeaux, de bois et dans le chœur se trouve un caveau réservé à l'inhumation des recteurs de la paroisse.
Le clocher est abattu durant l'occupation des troupes révolutionnaires françaises. Un nouveau est reconstruit lors de la période de Restauration en 1806. Il obtient une flèche une dizaine d'années (1864) sous les ordres de l'architecte Pompée.
Une nouvelle église est reconstruite entre 1840-1841 selon les plans de l'architecte Blanchet, avec des pierres de l'ancien château de la Motte. La nouvelle église est consacrée par l'évêque Monseigneur Rendu en 1848.
Le 13 janvier 1963, un grand incendie détruit le clocher et les cloches sont fondues, c'est l'automne de la même année que les nouvelles cloches sont bénites.
En 1964, l'église est rénovée à la suite de l'incendie.
En 1995, les cloches sont automatisées, installation d'une horloge à microprocesseur avec radio synchronisation.
En l'an 2000, la municipalité décide à la restauration de l'église, dont les travaux débutent en décembre 2002 jusqu'en novembre 2003.
Le 16 novembre 2003, l'église Saint-Jean-Baptiste est inaugurée.

## Description
Dans la nef, étaient enterrés les paroissiens qui payaient une certaine somme, puis dans la chapelle les membres de la famille de Genève.

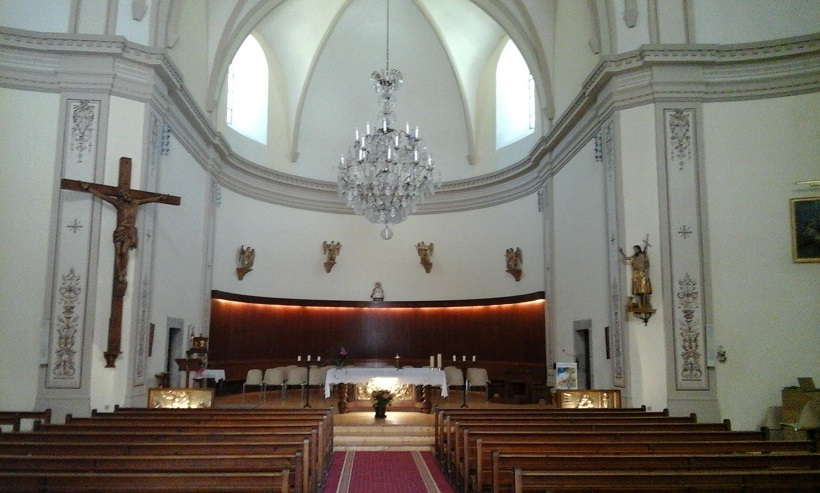
Nef et chœur de l'église.

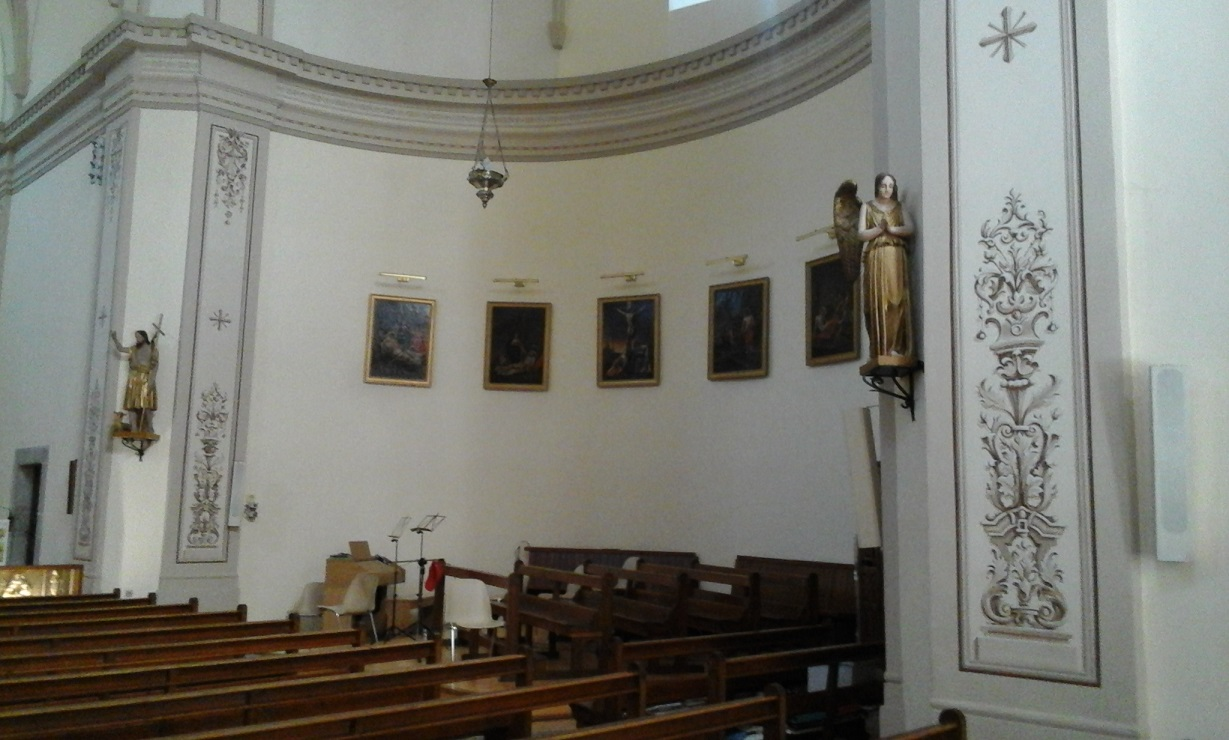
Aile droite.